# 52e congrès de la Confédération générale du travail
Le 52e congrès de la Confédération générale du travail a lieu à Dijon du 13 au 17 mai 2019.

## Contexte
Le rapport de la direction sortante fait état de 664 350 adhérents en 2016. Ils seraient 653 000 en 2017.

## Vote du document d'orientation
L'orientation de la centrale syndicale telle qu'elle est définie par le document adopté est validée par 65,84 % des voix, les votes « contre » étant de 27,38 %, les abstentions de 6,77 %.

## Renouvellement du bureau
Le bureau confédéral élu comprend douze membres, dont l'âge moyen est de 50 ans. Il y a donc cinq nouveaux membres élus dans ce bureau confédéral qui s'accroît de deux unités :
- - Philippe Martinez, 58 ans
  - Fabrice Angéi, 59 ans
  - Angeline Barth, 44 ans, cadre (Fédération du spectacle)
  - Pascal Bouvier, 50 ans
  - David Dugué, 48 ans
  - Virginie Gensel-Imbrecht, 49 ans
  - David Gistau, 48 ans, ouvrier (Union départementale de l'Aveyron)
  - Véronique Martin, 51 ans, agent de maîtrise (Fédération des Cheminots)
  - Catherine Perret, 54 ans[6]
  - Boris Plazzi, 41 ans, ouvrier (Fédération de la métallurgie)
  - Nathalie Verdeil, 49 ans, (Union départementale de l'Eure)
  - Céline Verzeletti, 49 ans.  Surveillante pénitentiaire, où elle a été secrétaire générale du syndicat CGT. Union générale des Fédérations de fonctionnaires CGT. Élue à la CE de la CGT en 2013.

Philippe Martinez est réélu secrétaire général, mais il a subi un vote négatif quant à la politique internationale du syndicat : une majorité des délégués vote pour la reprise de liens à la FSM, quittée en 1995.